# الدوري البيروي لكرة القدم 1999
الدوري البيروفي لكرة القدم 1999 (بالإسبانية: Campeonato Descentralizado 1999)‏ هو الموسم 71 من الدوري البيروفي لكرة القدم. كان عدد الأندية المشاركة فيه 12، وفاز فيه الجامعي دي بيرو.